# 早川憲幸
早川　憲幸（はやかわ　のりゆき、1981年3月20日 - ）は、埼玉県出身の、日本の柔道家である。現役時代の階級は73kg級。身長175cm。コロンビアの柔道ナショナルチームの監督を務めていた。

## 人物
実家が｢武徳館　早川道場｣を営んでいたこともあって、柔道は5歳の時に始めた。埼玉栄高校3年の時には金鷲旗とインターハイ81kg級で3位となった。明治大学政治経済学部進学後は階級を73kg級に下げて、学生体重別では3年から2年連続で3位にもなった。卒業すると｢はっとり接骨院｣や川口市体育協会所属となるものの、際立った活躍は見られなかった。
一方で、大学の先輩である吉田秀彦の愛弟子として吉田道場にも所属しながら、2003年にはオーストラリアのゴールドコーストで開催された総合格闘技の大会であるXFC 3 (Xtreme Fighting Championships 3)に出場して、地元オーストラリアの選手に三角絞で勝利を収めた。この時の入場行進では獣神サンダー・ライガーとザ・デストロイヤーのマスクを着用するパフォーマンスを見せたという。
その後は消防士をしていたものの、次第に海外での柔道指導を志すようになった。そんな時に、プエルトリコで柔道を指導していた冨田弘美の要請を受ける形で、2009年の5月にはコロンビアの柔道協会と契約して同国の柔道ナショナルチームのコーチに就いた。選手は概して時間にルーズで定刻にはなかなか集まらず、また、競技人口も少ないため、時には街中でジャムを売り歩く子供にも勧誘をしたことがあった。さらには、僅か30米ドルの月給しか与えられなかったために、IJFワールド柔道ツアーで世界各地を転戦するための格安航空券や安宿を確保するためのやりくりに追われるなど、様々な苦労もあったという。
そんな中にあって、就任した年の世界選手権では早くも70kg級のジュリ・アルベアルをコロンビア初、南米女子としても史上3人目の世界チャンピオンへ導くことになった。早川によれば、他の選手と異なりアルベアルだけは時間を厳守して練習も休まずに、疑問に思ったことは次々と質問しに来る熱心な選手であったという。まだ試合の駆け引きには疎い側面があったものの、原石と呼べる存在であった。ただ、指導を始めてから世界選手権までそれほど時間がなかったことから、日本式のオーソドックスな柔道スタイルではなく、アルベアルが得意にしていた双手刈、朽木倒、肩車などを徹底的に伸ばして行く指導が行われた。また、対戦相手を混乱させるため相手とはけんか四つになるような組み手指導も行われた。そのためアルベアルに限らずコロンビアの選手は左右両方の組み方ができるようになったという。
その後もアルベアルを始めとしたコロンビア選手団を率いてIJFワールド柔道ツアーで各地を転戦する日々を送ることになった。ただし、その後のアルベアルは2010年の世界選手権では膝の怪我のため不出場、2011年の世界選手権では初戦で敗れるなど振るわなかった。
しかしながら、2012年のロンドンオリンピックでは準々決勝で世界チャンピオンのリュシ・ドコスに内股で敗れたものの、その後の3位決定戦で中国の陳飛を技ありで破って銅メダルを獲得して、柔道競技でコロンビア初のメダルを獲得することになった。世界の主だった選手全員に関して、それぞれノート一冊分になるくらい詳細な研究を行ってきた成果が現れることとなった。
この結果に早川は「めちゃくちゃ、うれしいっす」と嬉し涙を流さずにはいられなかった。契約は2012年までであり、当初はここに残るつもりはなかったが、今回の結果を受けて「五輪（の指導者）はやめられない」とこれからも指導を続けることに決めた。ロシアチームなどからもコーチの誘いがあったものの、「弱い国を強くする。メダルを取らせる。指導者としての値打ちは、そこにあると思うから」との理由で、コロンビアにとどまることになった。今回はコロンビアの柔道協会ではなく、コロンビアオリンピック委員会との契約になったために、以前より給料も上がった。
2013年の世界選手権ではアルベアルを2度目の優勝に導いた。その一方で、選手強化費の大半がサッカー代表に流れるという事態に直面して、2014年になるまで給料を未払いにされる憂き目にもあった。このようなこともあって、南米特有のおおざっぱな気質と享楽主義には未だになじめないという。2014年には日本への長期合宿の渡航費をミキハウスに支援されることになった。2016年のリオデジャネイロオリンピックにおいてアルベアルは決勝まで進むも、田知本遥に合技で一本負けして銀メダルにとどまったが、前回に続いてオリンピックで2度目のメダルを獲得した。
2021年からはJR東日本柔道部のコーチに就任すると、全日本選手権で指導していた70㎏級の田中志歩が優勝することになった。
2024年10月には全日本女子代表チームのコーチに就任した。

## 戦績
- 1998年 -　金鷲旗　3位
- 1998年 -　インターハイ　3位(81kg級)

以降は73kg級での戦績
- 1999年 -　全日本ジュニア　5位
- 2001年 -　体重別団体　5位
- 2001年 -　学生体重別　3位
- 2001年 -　体重別団体　5位
- 2002年 -　学生体重別　3位
- 2002年 -　体重別団体　5位